# Diego Ciccone
Diego Ciccone (Winterthur, Suiza; 21 de julio de 1987) es un futbolista suizo de origen italiano. Juega como mediocampista y actualmente se encuentra en FC Vaduz de la Super Liga Suiza.

## Clubes
| Club          | País          | Año           |
| ------------- | ------------- | ------------- |
| FC St. Gallen | Suiza         | 2006-2010     |
| FC Vaduz      | Liechtenstein | 2010-presente |